# アウトソースドCIO
アウトソースドCIO（OCIO, Outsourced Chief Investment Officer）とは、大学基金や年金基金、財団、非営利団体などのアセット・オーナーが、資産運用に関する重要な意思決定（資産配分、投資戦略の策定、ファンドの選定など）を外部の専門家に包括的に委託する運用モデルである。

## 概要
OCIOは、組織内部にCIO（最高投資責任者）を置かず、外部の運用会社やコンサルタントがCIOとしての役割を担う形態を指す。具体的には、投資方針の策定、アセットアロケーション、マネージャー選定、ポートフォリオの運用・モニタリングなどを包括的に担う。特に、リソースや専門性が不足しがちな中小規模の機関投資家にとって効率的な運用手段とされる。

## 導入背景と拡大
米国では、フィデューシャリー・デューティー（受託者責任）の強化や投資環境の複雑化を背景に、2000年代以降、OCIOの導入が拡大している。大学基金や確定給付年金（DBプラン）での利用が進み、2020年には世界のOCIOマネージャーの運用資産総額が2兆ドルを超えたとされる。

## 主なOCIOプロバイダー
2020年時点の主要なOCIOマネージャーには、以下のような企業がある。
| 順位 | 企業名                       | 預かり資産 （億ドル） |
| ---- | ---------------------------- | --------------------- |
| 1    | マーサー                     | 2,120                 |
| 2    | ラッセル・インベストメンツ   | 1,638                 |
| 3    | エーオン・ヒューイット       | 1,518                 |
| 4    | ウィリス・タワーズ・ワトソン | 1,154                 |
| 5    | ブラックロック               | 1,053                 |

これらの企業は、大学基金や年金基金を中心に、幅広い投資家に対してOCIOサービスを提供している。

## 日本における動向
日本では、金融庁が2020年に資産運用業高度化プログレスレポートにおいてOCIOの活用を取り上げたこと、2024年にアセットオーナー・プリンシプルが策定されたことなどから、OCIOに注目が集まった。実際、2025年に国立大学法人東海国立大学機構は野村フィデューシャリー・リサーチ&コンサルティングにOCIO業務を委託している。

## 代表的なOCIOモデルの事例
米国の大学エンダウメントにおいては、以下のように内部CIOと外部CIO（OCIO）を採用する例がみられる。
ハーバード大学：自社のHarvard Management Company（HMC）がCIO機能を内包
スミス大学、ミドルベリー大学：外部OCIOプロバイダー（Investure社）を採用

## メリットと課題
OCIO導入の主なメリットは以下の通りである。
- 高度な運用ノウハウの活用
- 投資判断の迅速化
- 運用管理の効率化

一方で、以下のような課題も指摘される。
- 外部委託に伴う受託者責任の所在
- パフォーマンスに関する説明責任の明確化
- 内部のガバナンスとの整合性確保